# Cajanus mollis
Cajanus mollis är en ärtväxtart som först beskrevs av George Bentham, och fick sitt nu gällande namn av Laurentius Josephus Gerardus Jos van der Maesen. Cajanus mollis ingår i släktet Cajanus och familjen ärtväxter. Inga underarter finns listade i Catalogue of Life.